# Сингапурски фестивал хране
Сингапурски фестивал хране је годишња манифестација која се дешава сваке године од краја јуна до краја јула. Организује је Сингапурски одбор за туризам.
Чине га недељна дешавања, тематске прославе, кулинарске радионице и такмичења организована широм острва. Овај месец дана дуги фестивал слави локалну вечно омиљену храну која је Сингапуру дала међународну репутацију прехрамбеног раја.
Постоје многа неслагања око Сингапурског фестивала хране међу Сингапурцима који верују да је дошло до опадања квалитета. 